# Иван Абаджиев (офицер)
Вижте пояснителната страница за други личности с името Иван Абаджиев.
Иван Цонев Абаджиев е български офицер, полковник. Почетен гражданин на Ловеч.

## Биография
Иван Абаджиев е роден на 24 февруари 1884 г. в Севлиево. Завършва Военното училище в София. Офицерската служба започва на 2 август 1905 г. с военно звание подпоручик. Служи в XXV пехотен Драгомански полк. Дружинен командир в XXI пехотен Средногорски полк, с който участва в Първата световна война. Проявява се като способен и храбър офицер. Награден с Орден „За храброст“ IV ст. (1914).
Остава на военна служба след съкращенията във войската по силата на Ньойския мирен договор между България и Антантата (1919). На 10 декември 1920 г. е назначен за командир на II Интендантска дружина във II Тракийски полк (Пловдив). Едновременно е началник на I Пловдивско военно окръжие. Продължава службата като началник на военното окръжие в Севлиево с гарнизин в Ловеч за попълване на войската с доброволци (1922). Командир на V Допълнителна част, Ловеч (1922). От май 1925 г. е интендант на V Пехотен полк в Русе. Уволнен от армията през 1927 г.
Подполковник Абаджиев участва в преврата на 9 юни 1923 г. срещу правителството на БЗНС с министър-председател Александър Стамболийски. Ловешкият гарнизон под негово командване взема властта и води боеве срещу военна част на Оранжевата гвардия на БЗНС край града и поречието на р. Осъм. Участва в репресиите срещу членове на БЗНС и БРП (к) между 1923 и 1925 г.
На 22 юни 1923 г. Ловешкият градски общински съвет „изказва благодарност на подп. Абаджиев и го признава за Почетен гражданин на Ловеч за спасяване на града на 9, 10, 11 и 12 юни от селяните-метежници“.

## Военни звания
- Подпоручик (2 август 1905)
- Поручик (15 октомври 1908)
- Капитан (15 октомври 1912)
- Майор (30 май 1917)
- Подполковник (5 април 1920)
- Полковник (6 май 1926)